# Waha
Waha is een dorp in de Belgische provincie Luxemburg en een deelgemeente van Marche-en-Famenne. Waha ligt ten zuiden van het stadscentrum van Marche en was tot 1 januari 1977 een zelfstandige gemeente. In de deelgemeente liggen nog een aantal dorpjes en gehuchten, namelijk Champlon-Famenne, Hollogne, Verdenne en Marloie.

## Demografische ontwikkeling
- Bronnen:NIS, Opm:1831 tot en met 1970=volkstellingen, 1976= inwoneraantal op 31 december

## Bezienswaardigheden

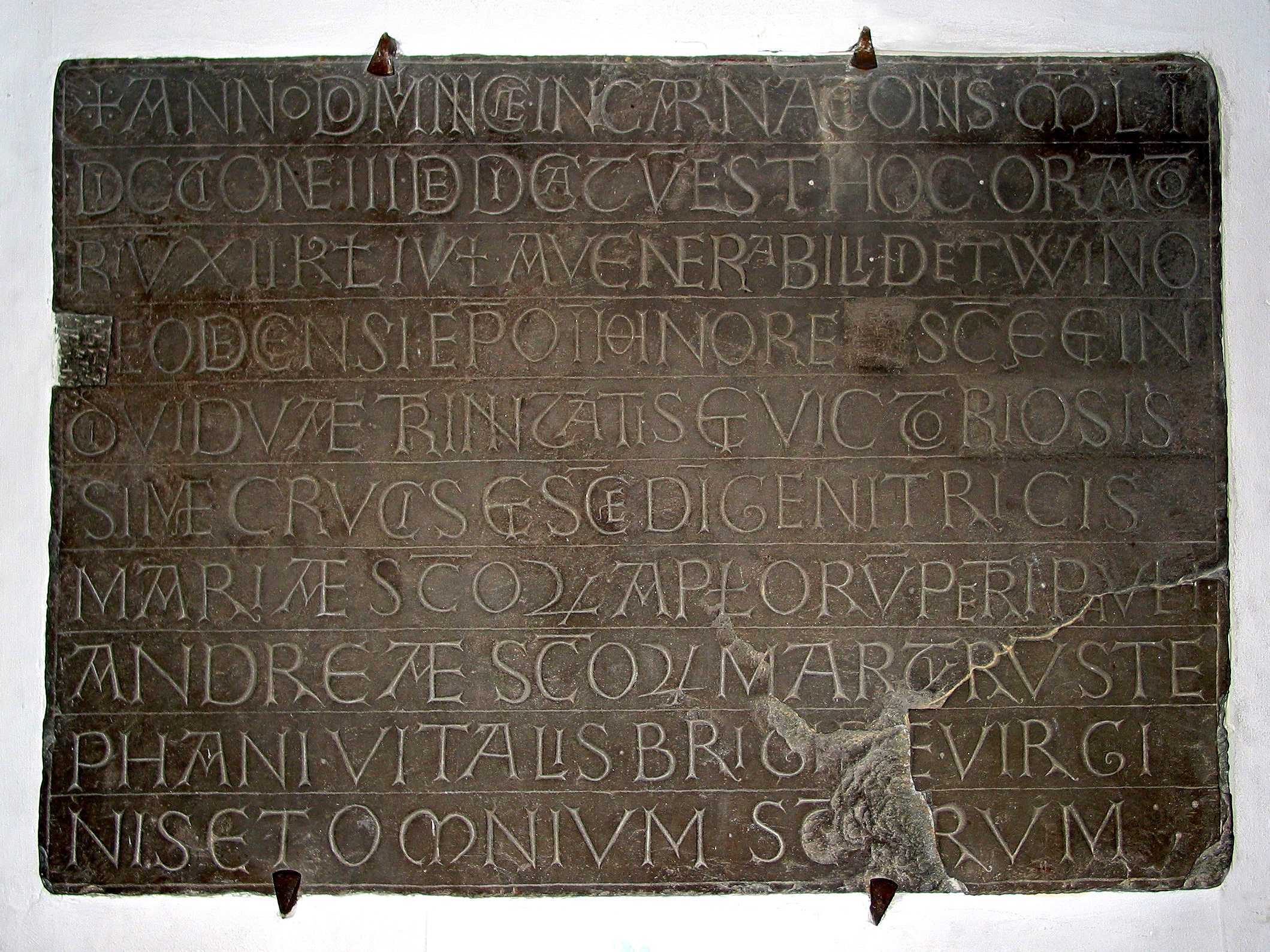
Wijdingssteen St-Stevenskerk

De Sint-Stefanuskerk van Waha (église Saint-Étienne) wordt beschouwd als een van de oudste romaanse kerken in de Belgische Ardennen. De 11e-eeuwse romaanse kerk onderging in de jaren 1956-'57 een uitgebreide restauratie, waarbij tevens archeologisch en bouwkundig onderzoek werd verricht. Het rechtgesloten koor is volgens de traditie van de Maasstreek onoverwelfd en lager dan de hoofdbeuk. Bodemonderzoek bracht aan het licht dat de zijbeuken oorspronkelijk eindigden met twee apsidiolen aan weerszijden van het koor. Het westwerk wordt bekroond met een overhoeks geplaatste klokkentoren die wat jonger is dan de kerk. In de kerk bevinden zich onder andere een romaans doopvont, het 13e-eeuwse reliekschrijn van Sint-Stefanus en enkele laatgotische beelden (o.a. een calvariegroep) van de zogenaamde Meester van Waha.
In de directe omgeving bevinden zich verder enkele monumentale boerderijen en het Kasteel van Waha uit de 16e-19e eeuw.

## Galerij

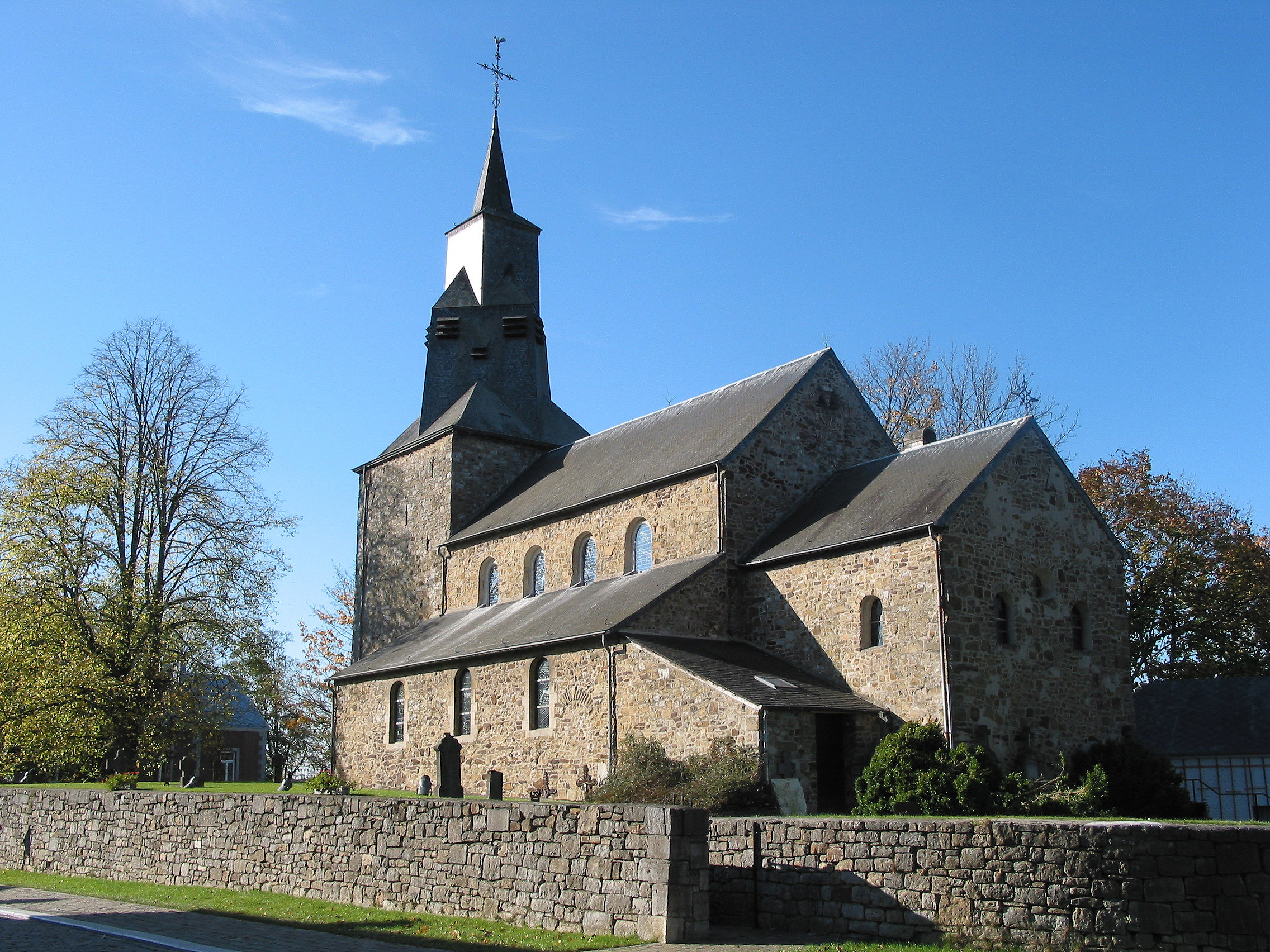
Sint-Stefanuskerk uit 1050
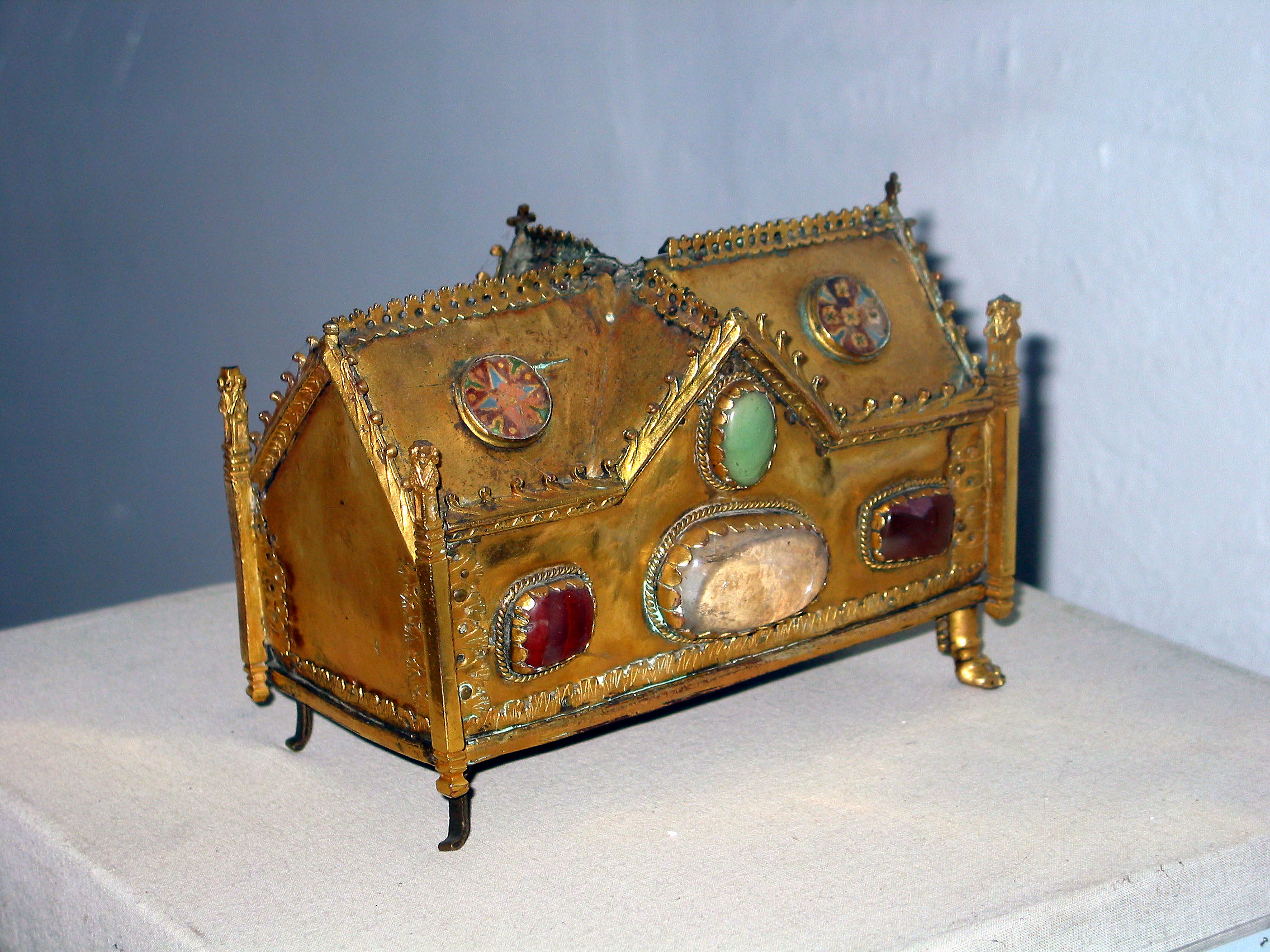
Reliekschrijn Sint-Stefanus
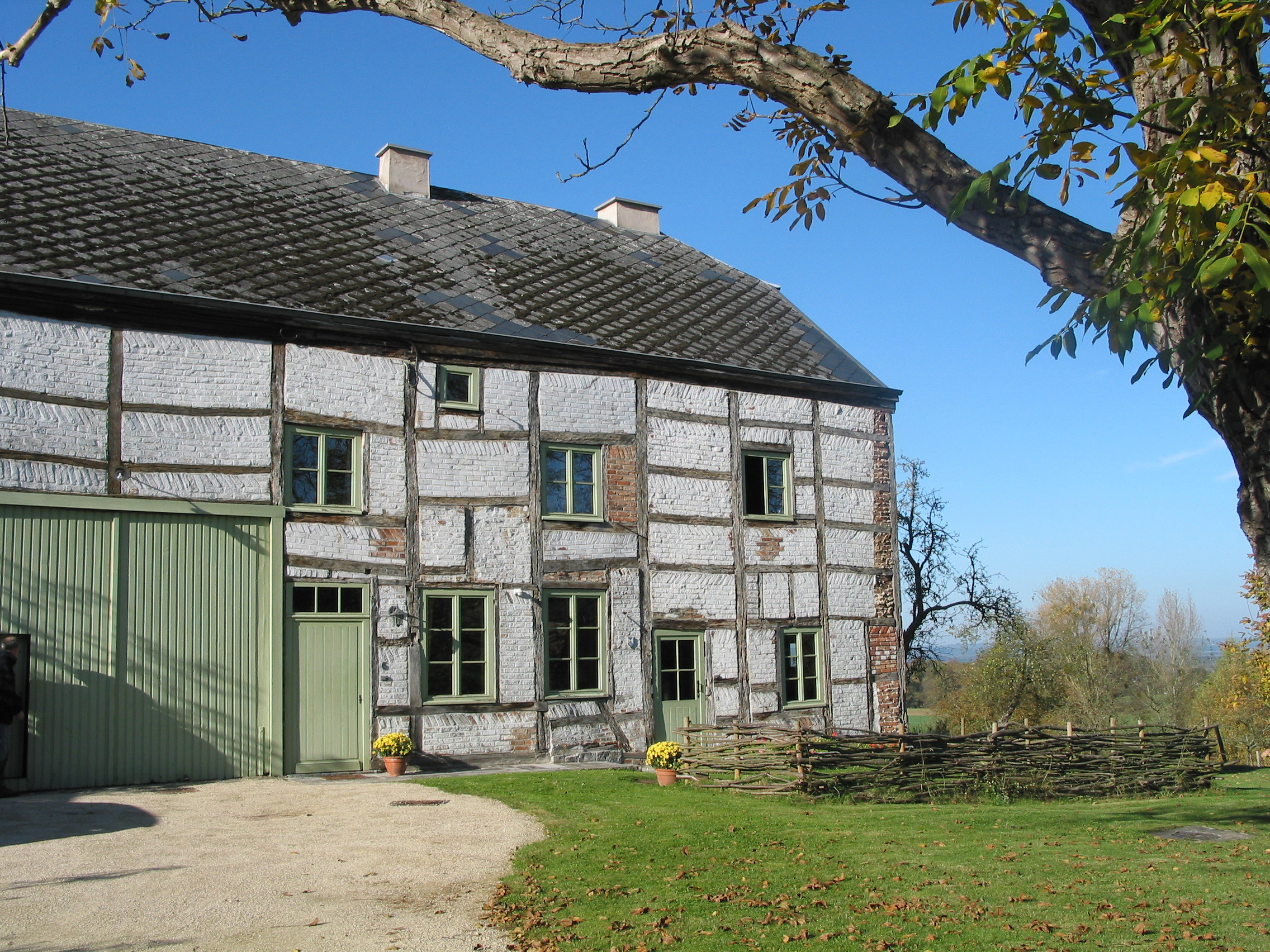
Vakwerkboerderij
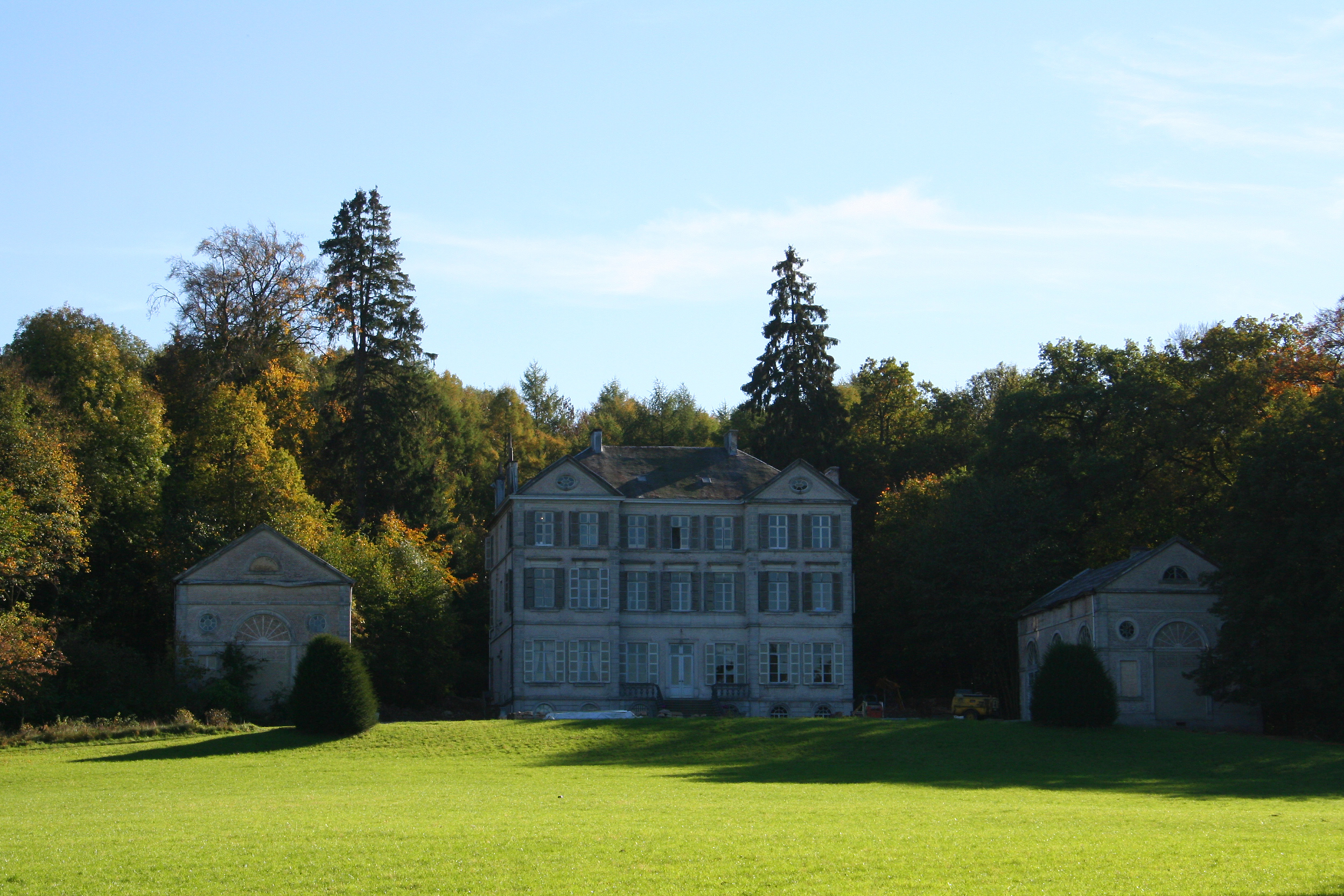
Kasteel van Waha

Deelgemeenten: Aye · Hargimont · Humain · Marche-en-Famenne · On · Roy · Waha

Overige dorpen: Champlon-Famenne · Grimbiémont · Hollogne · Jemeppe · Lignières · Marloie · Verdenne 

Belgische gemeenten · Arrondissement Marche-en-Famenne · Luxemburg · Wallonië